# Hybothorax
Hybothorax är ett släkte av steklar som beskrevs av Julius Theodor Christian Ratzeburg 1844. Hybothorax ingår i familjen bredlårsteklar.
Kladogram enligt Catalogue of Life och Dyntaxa:
| Hybothorax | \| \| Hybothorax graffii \| \| \| \| \| \| Hybothorax palparicida \| \| \| \| |
|            | \| \| Hybothorax graffii \| \| \| \| \| \| Hybothorax palparicida \| \| \| \| |
|            | Hybothorax graffii                                                            |
|            |                                                                               |
|            | Hybothorax palparicida                                                        |
|            |                                                                               |